# 深見西
深見西（ふかみにし）は、神奈川県大和市の地名。現行行政地名は深見西一丁目から深見西八丁目。住居表示は全域で実施済。

## 地理
大和市の東部に位置している。

### 地価
住宅地の地価は、2023年（令和5年）1月1日の公示地価によれば、深見西8-8-5の地点で17万4000円/m2となっている。

## 歴史

### 沿革
- 1983年（昭和58年）8月1日 - 住居表示の実施に伴い、深見の一部を分離し、深見西一丁目から深見西四丁目を設置[5]。
- 1984年（昭和59年）8月6日 - 住居表示の実施に伴い、深見の一部を分離し、深見西五丁目から深見西八丁目を設置[5]。

## 世帯数と人口
2021年（令和3年）10月1日現在（大和市発表）の世帯数と人口は以下の通りである。
| 丁目         | 世帯数    | 人口    |
| ------------ | --------- | ------- |
| 深見西一丁目 | 355世帯   | 649人   |
| 深見西二丁目 | 1,265世帯 | 2,822人 |
| 深見西三丁目 | 119世帯   | 459人   |
| 深見西四丁目 | 537世帯   | 1,285人 |
| 深見西五丁目 | 14世帯    | 25人    |
| 深見西六丁目 | 267世帯   | 621人   |
| 深見西七丁目 | 239世帯   | 556人   |
| 深見西八丁目 | 377世帯   | 880人   |
| 計           | 3,173世帯 | 7,297人 |

### 人口の変遷
国勢調査による人口の推移。
| 年                 | 人口  |
| ------------------ | ----- |
| 1995年（平成7年）  | 4,964 |
| 2000年（平成12年） | 5,149 |
| 2005年（平成17年） | 5,332 |
| 2010年（平成22年） | 5,839 |
| 2015年（平成27年） | 6,079 |
| 2020年（令和2年）  | 7,346 |

### 世帯数の変遷
国勢調査による世帯数の推移。
| 年                 | 世帯数 |
| ------------------ | ------ |
| 1995年（平成7年）  | 1,808  |
| 2000年（平成12年） | 1,977  |
| 2005年（平成17年） | 2,051  |
| 2010年（平成22年） | 2,324  |
| 2015年（平成27年） | 2,476  |
| 2020年（令和2年）  | 3,154  |

## 事業所
2021年（令和3年）現在の経済センサス調査による事業所数と従業員数は以下の通りである。
| 丁目         | 事業所数  | 従業員数 |
| ------------ | --------- | -------- |
| 深見西一丁目 | 35事業所  | 935人    |
| 深見西二丁目 | 46事業所  | 634人    |
| 深見西三丁目 | 23事業所  | 1,008人  |
| 深見西四丁目 | 50事業所  | 1,936人  |
| 深見西五丁目 | 4事業所   | 48人     |
| 深見西六丁目 | 24事業所  | 375人    |
| 深見西七丁目 | 15事業所  | 179人    |
| 深見西八丁目 | 22事業所  | 1,142人  |
| 計           | 219事業所 | 6,257人  |

### 事業者数の変遷
経済センサスによる事業所数の推移。
| 年                 | 事業者数 |
| ------------------ | -------- |
| 2016年（平成28年） | 218      |
| 2021年（令和3年）  | 219      |

### 従業員数の変遷
経済センサスによる従業員数の推移。
| 年                 | 従業員数 |
| ------------------ | -------- |
| 2016年（平成28年） | 4,910    |
| 2021年（令和3年）  | 6,257    |

## 交通
- 国道246号
- 国道467号

## 施設
- 柏木学園高等学校
- 大和市立病院
- 大和市立大和小学校
- 大和市立大和中学校

## その他

### 日本郵便
- 郵便番号 : 242-0018[3]（集配局 : 大和郵便局[15]）。